# Уличная еда
У́личная еда́, стритфуд — разновидность быстрого питания (фастфуда) — готовая к употреблению еда и напитки, продаваемые разносчиками или продавцами на улице или в других общественных местах (например, на рынках, ярмарках, стадионах, вокзалах) и предназначенная для немедленного употребления на улице (на ходу).
Для реализации такой еды предназначены специальные объекты: киоски, тележки, фургоны, фудтраки и другие.
Большинство уличных блюд заметно дешевле, чем схожие блюда, предлагаемые в кафе или ресторанах.
Виды уличной еды сильно отличаются в разных странах и регионах в связи с культурными традициями.
Некоторые уличные продукты имеют распространение в одной стране или даже в отдельном её регионе (например, акараже, якитори), но многие признаны во всём мире (например, хот-дог, пицца).
Благодаря низкой стоимости и удобству потребления, уличной едой ежедневно питаются около 2,5 миллиардов человек в мире (исследование проведено Продовольственной и сельскохозяйственной организацией ООН в 2007 году).

## История
Известно, что в Древней Греции уличные разносчики торговали небольшими жареными рыбами, которые съедались покупателями на месте; известный философ Теофраст относился к обычаю уличной еды с пренебрежением. Свидетельства большого количества уличных торговцев едой были обнаружены во время раскопок в Помпеях. Уличная еда широко употреблялась бедными жителями Древнего Рима, в чьих домах не было печей или очагов. В Древнем Китае уличная еда пользовалась популярностью среди бедных, хотя известно, что богатые жители посылали своих слуг покупать уличную еду и приносить её хозяевам, чтобы они могли поесть в своих домах.
Путешествующий флорентиец сообщил в конце XIV века, что в Каире люди приносили скатерти из сыромятной кожи, чтобы расстелить их на улицах и сидеть на них, пока они ели шашлыки из баранины, рис и оладьи, которые покупали у уличных торговцев. В Турции эпохи Возрождения на многих перекрестках продавались «ароматные кусочки горячего мяса», в том числе курица и баранина, запечённые на вертеле. В 1502 году Османская Турция стала первой страной в мире, законодательно утвердившей и стандартизировавшей уличную еду.
На рынках ацтеков были торговцы, которые продавали такие напитки, как атоле, почти 50 видов тамале (с ингредиентами, которые варьировались от мяса индейки, кролика, суслика, лягушки и рыбы до фруктов, яиц и цветов кукурузы), а также насекомых и тушеное мясо. Некоторых уличных торговцев Лимы XIX века, таких как «Эрасмо, негритянский продавец санго» и На Агедита, помнят до сих пор.
В Американский колониальный период «уличные торговцы продавали устриц, жареные кукурузные початки, фрукты и сладости по низким ценам всем классам населения». Устрицы, в частности, были дешёвой и популярной уличной едой примерно до 1910 года, когда перелов рыбы и загрязнение окружающей среды привели к сильному росту цен на них. Уличные торговцы едой в растущем Нью-Йорке столкнулись с сильным сопротивлением: поначалу они были жёстко ограничены по времени работы, а к 1707 году оказались запрещены полностью. Многие афро-американки зарабатывали на жизнь, продавая уличную еду в Америке в XVIII—XIX веках: начиная от фруктов, пирожных и орехов в Саванне (Джорджия) и заканчивая кофе, печеньем, пралине и другими сладостями в Новом Орлеане (Луизиана). Ныне всемирно известный Cracker Jack начинался как один из многих достаточно рядовых экспонатов уличной еды на Всемирной выставке 1893 года.
В XIX веке уличные торговцы едой в Трансильвании продавали пряничные орехи, сливки, смешанные с кукурузой, а также бекон и другое мясо, обжаренное на керамических сосудах с раскалёнными углями внутри.
В викторианском Лондоне было немало торговцев уличной едой: они предлагали прохожим требуху, гороховый суп, стручки гороха в сливочном масле, whelk (общее название разных видов морских улиток), креветок, заливных угрей.
Продажа уличной еды в Китае насчитывает тысячелетия и стала неотъемлемой частью китайской культуры питания во времена Империи Тан. И поныне уличная еда продолжает играть важную роль в китайской кухне, а региональная уличная еда вызывает большой интерес в сфере гастрономического туризма. Благодаря многочисленным китайским диаспорам китайская уличная еда оказала большое влияние на кухни по всей Азии и даже других континентов. Культура уличной еды в Юго-Восточной Азии была создана рабочими-кули, привезёнными из Китая в конце XIX века. Рамэн, привезённый в Японию китайскими иммигрантами в начале XX века, начинался как дешёвая уличная еда для рабочих и студентов; вскоре он стал «национальным блюдом» и даже приобрёл региональные вариации.
В Таиланде уличная еда обычно продаётся китайцами. Она не пользовалась особой популярностью среди коренных тайцев до начала 1960-х годов, когда рост городского населения и рост доходов привели к «вытеснению домашней кухни».
В Индонезии, особенно на острове Ява, бродячие торговцы едой и напитками имеют долгую историю, поскольку они были изображены на рельефах храмов, датируемых IX веком, а также упоминаются в надписях XIV века как род деятельности. Ныне культура уличной еды в стране находится на подъёме в связи с урбанизацией, особенно в регионах Джакарта, Бандунг и Сурабая.
Исследования показали, что загрязнение продуктов питания, продаваемых уличными торговцами, находится на том же уровне, что и загрязнение в ресторанах. В некоторых культурах считается неприличным ходить по улице, принимая пищу.

## По странам и регионам
Антильские острова
На Антильских (Карибских) островах основное уличное блюдо — ямайский джерк-цыплёнок. В оригинальном маринаде используются карибские ингредиенты: шотландский перец, ягоды душистого перца и иногда древесина лавровых деревьев.
Бразилия
- Пастель

Индия
Уличная еда Индии очень разнообразна в связи с обилием культур в стране. Среди наиболее популярных блюд во всех регионах страны можно выделить вада пав, мисал пав, чоле бхатуре, парата, бхел пури, сев пури, пани пури, алу тикки, кебаб, цыплята тандури, самоса, качори, идли, поха, пав бхаджи, плов, пакора, ласси, кульфи, фалуда.
См. также статьи Уличная еда в Мумбаи и Уличная еда в Ченнаи
Индонезия
Уличная еда в Индонезии
Индонезийская уличная еда представляет собой разнообразную смесь местных индонезийских, китайских и нидерландских блюд. Отличается обилием приправ и остротой. Бо́льшая часть уличной еды в стране — жареная. Самые популярные блюда: фриттеры, наси-горенг, аям-горенг, баксо, сате, гадо-гадо.
Мексика
Уличная еда в Мексике
Мексиканская уличная еда зовётся жителями антохитос, что переводится как «маленькие пристрастия». Широкое распространение имеют многочисленные разновидности тако, особенно аль пастор; также популярно гуараче.
Россия
В России, в связи с холодным климатом, уличная еда — явление очень сезонное. Первое достоверное упоминание об «уличной еде» в стране относится к 1552 году, когда Иван Грозный открыл на Балчуге кабак. Перед ним, по обеим сторонам дверей, уличные торговцы ставили столы, на которых раскладывали съестное, не имеющее никакого отношения к кабаку: варёное и жареное мясо, студень, кисель, хлеб, пироги. В царской России самой популярной едой «на ходу» были калачи, также на улицах торговали сайками, гречневиками, горячими пирожками, подовыми пирогами.
В разных регионах страны распространена своя, очень разнообразная, уличная еда.
Средний Восток
На Среднем Востоке в качестве уличной еды очень популярен фалафель, его можно приобрести практически в любой торговой точке Израиля, Египта, Сирии. Также в Египте огромным спросом на улицах пользуется фул медамес.
США
Визитной карточкой уличной еды Нью-Йорка является хот-дог.
Вообще же, в связи с огромным количеством в городе представителей культур и диаспор со всего мира, в Нью-Йорке можно попробовать уличную еду, приготовленную по рецептам почти любой страны мира.
На Гавайях уличная еда распространена в формате «Тарелочный ланч» (два шарика белого риса, салат с макаронами и антре — обычно кусок мяса). Такой подход был вдохновлён бэнто, привезённым когда-то на Гавайи японцами, которые работали здесь на плантациях.
Таиланд
Бангкок признан одним из лучших мест для уличной еды в мире. Наибольшее распространение имеют такие блюда как пад-тай, салат из зелёной папайи, том ям, тайский карри, липкий рис с манго. Оценка 2017 года выявила, что 160 000 продавцов обеспечивают уличной едой восемь миллионов жителей Бангкока. По оценке 2020 года, в стране трудились 103 000 уличных торговцев едой; около 76 % городских жителей Таиланда регулярно потребляют уличную еду.
Турция
- Бойоз

## Культурные и экономические аспекты
Из-за различий в культуре, социальной стратификации и истории способы традиционного создания и управления семейными предприятиями уличных торговцев сильно различаются в разных регионах мира. Например, в Бангладеш крайне редко можно встретить женщину, торгующую едой на улице, а в Нигерии и Таиланде их большинство в этой профессии.
Другое культурное явление, влияющие на рынок уличной еды, — культурные последствия приёма пищи на улице. Например, в японской культуре это считается грубым и неприличным.
В некоторых случаях развитие уличной торговли едой приводит к улучшению экономической ситуации в районе (например, в Дар-эс-Саламе, согласно исследованию 2004 года, увеличение количества таких уличных продавцов привело к развитию местных мини-ферм, где они покупали продукты для приготовления своих уличных блюд). В то же время, в 2005 году в Мексике увеличение числа уличных торговцев едой было расценено как признак ухудшения экономических условий, в которых торговля продуктами питания является единственной возможностью трудоустройства, которую может найти неквалифицированная рабочая сила, мигрировавшая из сельской местности в городские районы.
В 2002 году Coca-Cola сообщила, что Китай, Индия и Нигерия были одними из самых быстрорастущих рынков: рынки, где усилия компании по расширению включали обучение и оснащение мобильных уличных торговцев для продажи своей продукции.
Журнал «Reason» в 2018 году утверждал, что в городах США на фудтраки распространяются правила, призванные помешать им конкурировать с обычными ресторанами. В частности: в Чикаго постановление запрещает фудтракам «реализовывать продукты питания в радиусе 200 футов [ок. 61 м] от обычных ресторанов и, следовательно, запрещает им работать во всей центральной части города», что критики назвали «антиконкурентным» правилом для владельцев фудтраков.
С 1984 года в Сан-Франциско проходит «Ярмарка Фолсом-Стрит». Это крупный БДСМ-фестиваль, но также он знаменит тем, что на нём проходит одна из самых разнообразных ярмарок уличной еды в мире.
С 2019 года на канале Netflix выходит телесериал «Уличная еда».

## Здоровье и безопасность
В наиболее развитых странах ещё в XIV веке правительственные чиновники начали контролировать работу уличных торговцев едой. В Новейшее время с ростом темпов глобализации и туризма безопасность уличной еды стала одной из проблем общественного здравоохранения: правительства и учёные уделяют внимание повышению осведомлённости общественности. Однако, несмотря на опасения по поводу заражения у уличных торговцев едой, частота таких случаев невелика, и исследования показывают, что эти показатели сопоставимы с показателями обычных кафе и ресторанов.
В Сингапуре в 1950-х годах была выявлена «проблема лоточников», связанная с тем, что торговцы уличной едой не соблюдали правила гигиены. В качестве решения, с 1971 по 1986 год там были открыты 113 «лоточных центров», что позволило значительно сократить количество уличных торговцев едой, сохранив при этом культуру питания.
В 2002 году Всемирная организация здравоохранения провела выборку 511 уличных продуктов питания в Гане, которая показала, что количество микробов в большинстве из них находится в допустимых пределах; а другая выборка из 15 уличных продуктов питания в Калькутте показала, что они «хорошо сбалансированы в питательном отношении», обеспечивая примерно 200 килокалорий энергии на рупию стоимости.
В Великобритании Агентство по пищевым стандартам с 2000 года предоставляет комплексные рекомендации по безопасности пищевых продуктов для продавцов и торговцев уличной едой. Также применяются другие способы повышения безопасности уличных продуктов: «тайные покупки», обучение, программы поощрения продавцов, программы регулирования и управления членством, а также программы технического тестирования.
Тем не менее, существуют серьёзные трудности в отслеживании случаев и отсутствии систем отчётности о заболеваниях, в недостаточности последующих исследований, доказывающих фактическую связь между потреблением уличной еды и болезнями, передаваемыми через пищу. В исследованиях игнорируется тот факт, что социальное и географическое происхождение в значительной степени определяет физиологическую адаптацию и реакцию потребителей на продукты питания — независимо от того, загрязнены они или нет.
в 2007 году Продовольственная и сельскохозяйственная организация ООН рекомендовала рассмотреть методы добавления питательных веществ и добавок в уличные продукты, которые обычно потребляются определённой культурой.
Основная проблема уличной еды связана с безопасностью пищевых продуктов, но сообщается и о других проблемах, таких как проблемы с санитарией (скопление отходов на улицах и скопление сточных вод), пробки в городе, в том числе для пешеходов (занятие тротуаров уличными торговцами и дорожно-транспортные происшествия), незаконное занятие общественных или личных пространство и социальные проблемы (детский труд, недобросовестная конкуренция в официальной торговле и т. д.)

## Галерея
- «Бродячий торговец маринованными огурцами» — рисунок 1815 года
- «Торговец печёным картофелем» — иллюстрация из книги «London Labour and the London Poor» (1851)
- В Нью-Йорке, фото ок. 1906 г.
- В Нью-Йорке, фото 2006 г.
- В Янгоне (Мьянма)
- В Ясотхоне (Таиланд)
- В Джакарте (Индонезия)
- В Непале
- В Гане
- В Марракеше (Марокко)
- В Танзании
- В Новосибирске
- Улица еды в Гонконге